# Liste der Mitglieder der American Academy of Arts and Sciences/1906
Im Jahr 1906 wählte die American Academy of Arts and Sciences sieben Personen zu ihren Mitgliedern.

## Neu gewählte Mitglieder
- Comfort Avery Adams (1868–1958)
- Joseph Henry Beale (1861–1943)
- Walter Bradford Cannon (1871–1945)
- Thomas Nixon Carver (1865–1961)
- Albert Andrew Howard (1858–1925)
- Edward Charles Jeffrey (1866–1952)
- George Foot Moore (1851–1931)